# Betula cylindrostachya
Betula cylindrostachya — вид квіткових рослин з родини березових (Betulaceae). Росте у південній і південно-східній Азії.

## Біоморфологічна характеристика
Це дерево до 30 м заввишки. Кора коричнева чи сірувато-чорна. Гілочки жовто-коричневі, густо-жовто ворсинчасті. Листкова ніжка 8–15 мм, густо-жовто запушена. Листова яйцювато-еліптична, довгаста чи яйцювато-ланцетна, 5–14 × 2–8 см; обидві поверхні густо ворсинчасті в молодості, абаксіально (низ) щільно смолиста і бородата в пазухах бічних жилок, край нерівномірний і подвійно підвигнутий щетинкоподібний пилчастий; верхівка загострена. Жіночі суцвіття вузько-циліндричні, 25–100 × 5–7(10) мм. Горішок яйцеподібний або довгастий, ≈ 2 × 1–1.5 мм, густо запушений на верхівці, з плівчастими крилами ≈ 2 ширини горішка. 2n = 28.

## Поширення й екологія
Поширення: Бутан; Китай (Юньнань, Сичуань, Фуцзянь); Індія (Ассам, Сіккім, Дарджилінг, Хімачал-Прадеш, Нагаленд, Мізорам, Мегхалая, Маніпур, Аруначал-Прадеш, Тріпура, Уттаранчал); М'янма (материк)); Непал; Пакистан. Зростає на висотах від 900 до 3000 метрів. Зустрічається в широколистяних лісах субтропічного та помірного клімату та хмарних лісах. Його часто можна зустріти в долинах річок, як правило, в густих лісах і на низьких висотах; часто росте в порушеному ґрунті.

## Використання
Деревина корисна для виготовлення фанери.